# Stoke Bruerne
Stoke Bruerne est une paroisse civile et un village du Northamptonshire, en Angleterre.